# Ian Thorpe
Vous lisez un « article de qualité » labellisé en 2008.
Pour les articles homonymes, voir Thorpe et Ian Thorpe (militaire).
Ian James Thorpe, médaillé de l'ordre d'Australie, né le 13 octobre 1982 à Sydney, est un nageur australien. Il est, avec cinq titres olympiques, l'Australien ayant remporté le plus de médailles d'or olympiques. De plus, ses onze médailles d'or aux championnats du monde en font le deuxième nageur le plus titré dans cette compétition, derrière l'Américain Michael Phelps. Surnommé « Thorpedo » en anglais ou la « torpille » en français, il est l'un des deux nageurs à avoir reçu à quatre reprises le titre de nageur de l'année, récompense décernée par le mensuel américain Swimming World Magazine et fut nommé nageur australien de l'année de 1999 à 2003. Ses exploits sportifs, sa générosité caritative et son image intègre ont fait de lui le sportif le plus populaire d'Australie, un succès qui se traduit en 2000 lorsqu'il est officiellement nommé Australien de l'année.
À seulement 14 ans, il devient le plus jeune athlète de l'histoire à représenter l'Australie en compétition internationale et sa victoire sur 400 m nage libre quelques mois plus tard, lors des championnats du monde de 1998, le consacre plus jeune champion du monde de tous les temps. Après cette victoire, Thorpe domine l'épreuve du 400 m nage libre, remportant l'or à chaque reprise lors des Jeux olympiques, des championnats du monde, des jeux du Commonwealth ou des championnats pan-pacifiques, ceci jusqu'à son retrait de la compétition deux ans après les Jeux olympiques de 2004. En plus de ses 17 records du monde individuels, dont 13 en grand bassin, il faut ajouter, grâce à ses participations à des épreuves de relais, six autres records du monde. Lors des Jeux olympiques d'Athènes, ses victoires aux épreuves du 200 m et du 400 m, et sa médaille de bronze au 100 m nage libre en font le seul nageur de l'histoire à remporter une médaille dans chacune de ces disciplines.
Après cette dernière compétition, Thorpe prend une année sabbatique et programme sa rentrée sportive pour les jeux du Commonwealth de 2006 à Melbourne. Cependant, en raison d'une mononucléose, il doit abandonner sa préparation et annonce son retrait définitif de la compétition le 21 novembre 2006, à l'âge de 24 ans, arguant d'une baisse de motivation. En 2011, il annonce une nouvelle fois sortir de sa retraite, avec pour ambition de participer aux Jeux olympiques de Londres, sous l'égide de l'entraîneur Guennadi Touretski, mais ne parvient pas à se qualifier. Il annonce en 2013 abandonner l'espoir de participer aux Jeux olympiques de Rio.

## Jeunesse

### Premières années
Ian Thorpe naît le 13 octobre 1982 dans la banlieue de Sydney à Milperra, ville où il grandit au sein d'une famille dans laquelle la pratique du sport de haut niveau est une tradition. Ken Thorpe, le père de Ian, fut un prometteur joueur de cricket en juniors, représentant notamment le club de Bankstown au niveau scolaire,. Spécialiste du poste de batteur, il obtint une saison la meilleure moyenne à la batte en devançant notamment Bob Simpson, futur capitaine puis entraîneur de l'équipe d'Australie de cricket,,. Cependant, la rigueur autoritaire de ses parents lui fit perdre son enthousiasme et il arrêta ce sport à 26 ans. La mère de Ian Thorpe, Margaret, pratiquait quant à elle le netball. Si ses parents étaient adeptes des sports collectifs, Ian Thorpe n'a pas pour autant les mêmes dispositions, tout comme sa sœur aînée de trois ans, Christina, dont la passion est la natation. Performante sur des disciplines de demi-fond en nage libre, 400 et 800 m nage libre, elle est même sélectionnée en équipe nationale ; Ian, qui l'accompagnait lors de ses compétitions, semble alors suivre ses traces,.
Ne pouvant nager dans une piscine à cause d'une allergie au chlore, ce n'est qu'à sept ans qu'il dispute sa première course, qu'il remporte, bien qu'il doive garder la tête hors de l'eau. Progressivement débarrassé de ces problèmes allergiques, il gagne en technique et se démarque de ses adversaires grâce à sa taille,. En septembre 1994, l'enfant remporte neuf médailles d'or aux championnats juniors de Nouvelle-Galles du Sud. Entré au collège en 1995, il côtoie sa sœur à l'entraînement et suit les premiers conseils de Doug Frost. Christina est sélectionnée en équipe nationale pour participer aux championnats pan-pacifiques 1995 organisés à Atlanta. Son frère, mesurant déjà 1,80 m, participe lui à ses premiers championnats d'Australie dans sa catégorie d'âge. Il y remporte deux médailles de bronze sur 200 et 400 m nage libre avant de gagner dix médailles d'or aux championnats d'État juniors,,.

### Premières apparitions nationales
En 1996, Thorpe participe aux championnats nationaux juniors organisés à Brisbane où il décroche cinq médailles d’or, deux médailles d’argent ainsi que deux médailles de bronze. Plus encore, les temps qu’il réalise sur 400 mètres nage libre et sur 200 m dos lui permettent de se qualifier pour les championnats d’Australie élite, compétitions ayant pour enjeu les sélections nationales pour les Jeux olympiques d’Atlanta. Doug Frost, l'entraîneur du jeune nageur, ne se faisait pas d’illusion quant aux chances de son protégé alors âgé de 13 ans et 6 mois ; le voyage à Sydney devait seulement permettre à Thorpe d'emmagasiner de l'expérience. Les résultats finaux ne sont guère surprenants puisqu'il n'obtient qu’une 23e place au 400 m et une 36e sur le 200 dos, deux classements insuffisants pour décrocher une sélection. À la fin de l'année, Thorpe se qualifie pour les championnats d'Australie en petit bassin élite, une nouvelle chance pour lui de se qualifier pour un rendez-vous international, les Mondiaux en petit bassin prévus en avril 1997 à Göteborg. Qualifié pour la finale nationale du 400 m quatre nages au bénéfice du second temps des qualifications, il réalise un temps plus lent lors de sa première finale nationale en carrière, l’empêchant ainsi d’obtenir sa qualification pour la réunion planétaire.
Aux championnats d'État de janvier 1997, il abaisse de huit secondes son meilleur temps au 400 m nage libre en 3 min 59 s 43, devenant ainsi le premier Australien de 14 ans à passer sous la barre des quatre minutes sur la distance. Quatrième performeur avant les championnats d'Australie organisés à Adelaide, il peut légitimement prétendre à une sélection en équipe nationale pour les prochains championnats pan-pacifiques 1997. Avec pour objectif un top-3 et un temps minimum requis, Ian Thorpe se concentre sur le 400 m nage libre d’autant plus que Kieren Perkins et Daniel Kowalski, deux médaillés olympiques australiens, sont absents pour blessures. Thorpe parvient à remporter la médaille de bronze en améliorant son meilleur temps (en 3 min 53 s 44), juste derrière le nageur du Queensland Grant Hackett alors âgé de 16 ans. Cette course est l’occasion pour Thorpe de devenir le nageur le plus rapide de sa catégorie d’âge sur 400 m en nage libre, mais c’est également la première d’une longue série de confrontations avec Hackett.
À 14 ans et 5 mois, Ian Thorpe devient surtout le plus jeune nageur sélectionné en équipe nationale déclassant le record de précocité de John Konrads d’un mois. Pour Frost, cette sélection est la conséquence du choix de son élève de se concentrer sur les épreuves en nage libre. Le nageur confirme sa bonne forme à l’occasion des championnats nationaux de sa catégorie d’âge où, aligné dans douze épreuves, il enlève dix médailles d’or et deux médailles de bronze tout en réalisant six records nationaux,.

## Début de la carrière internationale

### Débuts internationaux
En juin 1997, deux mois avant les championnats pan-pacifiques de Fukuoka, Thorpe est contraint de suspendre sa préparation deux semaines à la suite d'une appendicite. Dès sa première course dans ces championnats, il améliore son record personnel du 200 m nage libre en 1 min 51 s 46, résultat cependant insuffisant pour se qualifier en finale puisqu’il ne prend que la quatrième place de sa série. Il est néanmoins sélectionné pour nager au sein du relais 4 × 200 m nage libre australien. Avec Michael Klim, Ian van der Wal et Hackett, il remporte la médaille d’argent et devient le plus jeune médaillé de l’histoire des championnats. Lors de sa première finale individuelle au niveau international disputée sur le 400 m nage libre, Thorpe parvient à passer de la cinquième place aux 300 mètres à la seconde place finale échouant seulement derrière Hackett dans un temps de 3 min 49 s 64,. Une fin de course très rapide, marquée au Japon lors des deux dernières longueurs de bassin, constitue plus tard sa signature. Auteur d’un temps qui lui aurait permis de remporter l’argent aux derniers Jeux olympiques, Thorpe bouscule soudainement la hiérarchie mondiale,. En octobre 1997 à Brisbane, quelques jours avant son quinzième anniversaire, Thorpe dispute les épreuves qualificatives pour les championnats du monde de natation 1998. Il se qualifie pour le rendez-vous de Perth en terminant respectivement quatrième puis deuxième des 200 et 400 m nage libre, en améliorant chaque fois ses meilleurs temps personnels.

### Championnats du monde 1998
Ian Thorpe commence ses championnats par l’épreuve du relais 4 × 200 m nage libre. Troisième relayeur derrière Klim et Hackett, il distance son concurrent américain Tom Malchow, champion olympique du 200 m papillon, et termine son parcours en 1 min 47 s 67, temps qui avait permis à Grant Hackett de remporter la médaille d’or sur le 200 m nage libre en individuel. Après le relais de Thorpe, les Australiens ont deux secondes d’avance sur le record du monde et trois sur les Américains. Même si le dernier relayeur australien Daniel Kowalski termine la course au-dessus du record mondial, c’est la première fois depuis 1956 que l’Australie remporte cette course au niveau mondial. Ian Thorpe figure au quatrième rang des meilleures performances mondiales de l'année avant la finale du 400 m nage libre, menée dès le début par Grant Hackett. Aux 300 mètres de course, ce dernier bénéficie d’une confortable avance de plus de deux secondes, qui diminue de moitié aux 350 mètres. Grâce à une dernière longueur de bassin plus rapide, Thorpe dépasse son compatriote et décroche sa première médaille d’or mondiale individuelle. Plus jeune nageur masculin champion du monde, il réalise la quatrième meilleure performance de l’histoire,,.
Ce succès conquis sur le sol australien génère une immédiate médiatisation du nageur alors âgé de 15 ans. Désormais sollicité par la télévision australienne et par ses premiers admirateurs, il met sa nouvelle notoriété au service de l’association Children’s Cancer Institute, d’autant plus que le futur mari de sa sœur Christina est alors atteint d’un cancer.

### Jeux du Commonwealth 1998
La compétition suivante de Ian Thorpe se déroule en mars 1998 à l’occasion des championnats d’Australie de Melbourne qui sont qualificatifs pour les jeux du Commonwealth de 1998 prévus en Malaisie. Les progrès du jeune nageur se manifestent lorsqu’il bat son compatriote Grant Hackett au 200 m nage libre dans un temps plus rapide que celui que ce dernier avait réalisé pour conquérir la couronne mondiale au début de l’année. Auteur d’un nouveau record du Commonwealth, il décroche le premier titre national de sa carrière. Il confirme son nouveau statut en remportant le 400 m nage libre puis en réalisant 50 s 36 sur le 100 m nage libre. Ce temps lui permet de décrocher la médaille d'argent pour son premier 100 m à un tel niveau, mais aussi d'obtenir sa sélection sur cette distance pour les prochains jeux du Commonwealth en plus des 200 et 400 m.
L'ascension de Ian Thorpe se poursuit à l'occasion de cette compétition multisport organisée à Kuala Lumpur en septembre 1998. Dès son premier rendez-vous, le 200 m nage libre, Thorpe mène la course de bout en bout pour n'échouer finalement qu'à un centième de seconde du record du monde détenu par l'Italien Giorgio Lamberti. Associé par la suite à Klim, Kowalski et Matthew Dunn, il contribue à la conquête d'un nouveau record du monde du 4 × 200 m nage libre, le quatuor australien effaçant de neuf centièmes de seconde l'ancienne référence du relais de l'Équipe unifiée champion olympique en 1992. Relégué au pied du podium lors de la finale du 100 m nage libre malgré un nouveau record personnel (50 s 21), il renoue avec le succès au sein du relais 4 × 100 m nage libre australien. Enfin, il remporte une quatrième médaille d'or en gagnant le 400 m nage libre, grâce à un temps une demi-seconde plus lent que le record du monde de son compatriote Kieren Perkins,,,.
Ian Thorpe annonce alors qu'il arrête ses études. Cette décision inquiète son entourage qui craint que la seule pratique du sport l'épuise alors qu'il n'est encore qu'un adolescent. Ian Thorpe les rassure puisqu'il poursuit finalement ses études en dehors du cadre officiel. Nageur le plus en vue des jeux, double champion du monde et ce à moins de 16 ans, Ian Thorpe est désigné nageur de l'année par le renommé mensuel américain Swimming World Magazine,.

## Le temps des records
Les attentes des médias ne cessant de croître, l'année 1999 est pleine d'enjeux et d'espoirs de records du monde sur les deux épreuves de prédilection du nageur, les 200 et 400 m nage libre ; et ce d'autant plus que la croissance physique du sportif se poursuit. La première occasion intervient à la fin du mois de mars 1999 lors duquel se déroulent les championnats d'Australie qualificatifs pour les championnats pan-pacifiques 1999 prévus quelques mois plus tard. Thorpe gagne le titre national du 400 m nage libre mais le record mondial de Perkins lui échappe de nouveau, de cinq centièmes de seconde cette fois. Sur le 200 m nage libre, Thorpe perd son titre national face à Grant Hackett qui, une fois n'est pas coutume, réalise une meilleure dernière longueur de bassin. Le lendemain, Hackett s'approprie le record du monde du 200 m lors du premier relais de la course du 4 × 200 m nage libre. De son côté, Thorpe achève ses championnats en descendant pour la première fois sous les 50 secondes au 100 m (48 s 98). Quelques jours plus tard, il prend la direction de Hong Kong pour disputer les championnats du monde en petit bassin. Vainqueur du 200 m nage libre, il y bat le premier record du monde individuel de sa carrière en effaçant des tablettes le plus vieux record mondial de la natation détenu jusqu'alors par Giorgio Lamberti,. C'est le début d'une période de trois années au cours desquelles il établit treize records du monde individuels en grand bassin, mène les relais australiens à des victoires inédites et obtient des succès historiques face aux Américains. Ian Thorpe atteint son apogée lors des championnats du monde 2001 en devenant la première personne à gagner six médailles d'or sur un même championnat mondial, en battant trois records du monde et en aidant l'Australie à terminer pour la première fois en tête du tableau des médailles d'un événement sportif mondial depuis 1956. Au cours de cette période, Thorpe est désigné à trois reprises nageur de l'année par le Swimming World Magazine,,.

### Championnats pan-pacifiques 1999
Les championnats pan-pacifiques 1999 se déroulent en août au cœur du Sydney Olympic Park donnant ainsi à la compétition l'ambiance d'une répétition générale à un an des Jeux olympiques d'été prévus au même endroit. Les espoirs du public et des médias fondés sur le jeune nageur étant immenses, les images de la première compétition internationale de Thorpe à Sydney sont retransmises en direct à la télévision australienne, une première. La soirée inaugurale de compétitions voit Thorpe confronté à son compatriote Hackett et au Sud-Africain Ryk Neethling lors de la finale du 400 m nage libre. Le trio se détache sur les bases du record du monde à mi-course. Aux 300 mètres, Thorpe occupe la tête de la course 1 s 86 plus rapide que le record mondial ; il conserve presque deux secondes d'avance sur ce record à l'issue des 400 mètres qu'il nage en 3 min 41 s 83. Les réactions enthousiastes des observateurs vis-à-vis de ce record sont presque unanimes tandis que le nageur fait immédiatement don de sa prime de 25 000 dollars australiens à des œuvres de charité,. Plus tard dans la soirée, Ian Thorpe emmène le relais australien 4 × 100 m nage libre à un historique succès devant le quatuor américain toujours victorieux dans cette épreuve depuis la première édition de ces championnats. Le lendemain soir, lors des demi-finales du 200 m nage libre, Thorpe améliore de 33 centièmes de seconde le record du monde de Grant Hackett, arrêtant le chronomètre à 1 min 46 s 34,. Le lendemain, il réédite la performance en finale en abaissant le record à 1 min 46 s 00,. Il achève ses championnats en emmenant le relais australien 4 × 200 m nage libre composé de Klim, Hackett et Bill Kirby à la victoire, record du monde à la clé. Aligné sur quatre courses disputées sur quatre journées, Ian Thorpe a remporté autant de médailles d'or et battu quatre records du monde,,,,.
Peu de temps après ces championnats, l'entourage de Thorpe annonce avoir signé un contrat de partenariat avec l'équipementier sportif allemand Adidas, une association dont le montant n'est pas révélé. Toutefois, l'équipe nationale australienne ayant un contrat d'exclusivité avec l'Australien Speedo, plusieurs mois de négociations commencent pour préciser les modalités du contrat du jeune nageur. À ces démêlés commerciaux s'ajoute une blessure en fin d'année puisqu'il se casse un os de la cheville au cours d'un jogging. Néanmoins, cette année riche en succès est couronnée par un nouveau titre de nageur de l'année décerné par le Swimming World, la Fédération australienne de natation faisant de même. Par ailleurs, il est désigné Young Australian of the Year, Sports Star of the Year par ABC, et Athlete of the Year aux Australian Sports Awards,,.

### Préparation olympique
Ian Thorpe commence l'année 2000 avec l'ambition d'ajouter une troisième épreuve individuelle à son programme olympique personnel. Il se teste avec succès au 1 500 m nage libre lors des championnats de Nouvelle-Galles du Sud disputés en janvier. Il s'envole par la suite pour l'Europe afin d'engranger de l'expérience sur le circuit de la coupe du monde de la FINA. Cette tournée est perturbée par les accusations de dopage proférées par l'entraîneur allemand Manfred Thiesmann,. De même, les difficultés s'intensifient à l'occasion de l'étape de Berlin où plusieurs nageurs dont Thorpe émettent des objections à propos des méthodes utilisées lors des contrôles antidopage qui ne respectent pas les règles de sécurité lors de l'étape allemande. Une fois la polémique passée, le nageur enlève une seconde et demie à son record du monde du 200 m nage libre en petit bassin, une performance qu'il considère comme la meilleure de sa carrière en raison du contexte hostile. À son retour d'Europe, il se débarrasse d'un souci en obtenant l'autorisation de porter la combinaison Adidas.
La préparation de Ian Thorpe se focalise désormais sur les sélections olympiques australiennes prévues en mai 2000 à Sydney. Il y bat une nouvelle fois son propre record du monde du 400 m dès la première soirée de compétition,. Le lendemain, il bat à deux reprises le record du monde du 200 m nage libre le faisant passer de 1 min 46 s 00 à 1 min 45 s 69 puis à 1 min 45 s 51,,. Cependant, il échoue à se qualifier pour une troisième course individuelle en ne terminant que quatrième de la finale du 100 m nage libre puis en se retirant du 1 500 m,.

### Jeux olympiques de Sydney

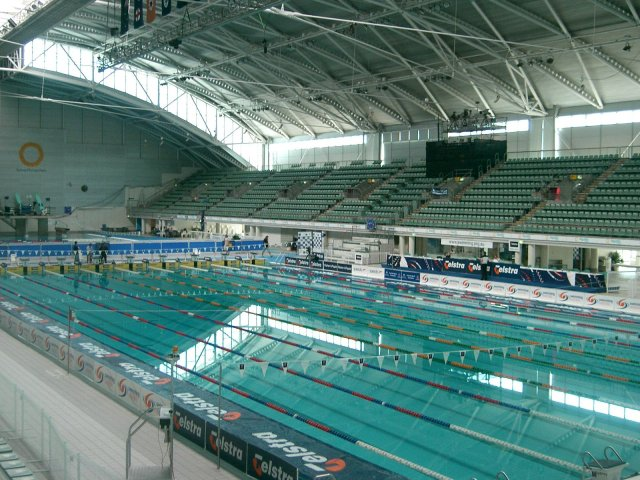
L'International Aquatic Centre de Sydney, lieu des compétitions de natation aux Jeux olympiques d'été de 2000

Pour le public australien, remporter des médailles d'or olympiques agrémentées de records du monde serait presque une formalité pour Ian Thorpe comme l'illustre la Une du quotidien australien The Daily Telegraph titrant au tout début des jeux « Invincible ». Le programme de Thorpe débute dès la première matinée de compétition avec les séries du 400 m nage libre dans lesquelles le nageur australien établit déjà un nouveau record olympique, une performance qui a pour effet de faire passer sa cote à 50 contre 1 auprès des bookmakers de Sydney. Dans la soirée au cours de laquelle la finale de cette épreuve doit se dérouler, la pression est montée d'un cran, le pays hôte n'ayant toujours pas remporté la moindre médaille d'or. La course est finalement menée de bout en bout par Thorpe et, même si l'Italien Massimiliano Rosolino n'est qu'à une longueur de corps aux 300 mètres, le finish de l'Australien lui permet d'accroître son avance à trois longueurs à la fin de la course. Celle-ci est nagée en 3 min 40 s 59, nouveau record du monde. Il devance Rosolino, mêlé par la suite à une affaire de dopage aux hormones et l'Américain Klete Keller qui accuse une quinzaine de mètres de retard quand Ian Thorpe gagne la course. Il est aligné plus tard dans la soirée aux côtés de Michael Klim, Chris Fydler et Ashley Callus pour conclure le relais 4 × 100 m nage libre, un rendez-vous que les Américains ont toujours remporté au niveau olympique. Après les trois premiers relais, les Australiens n'ont qu'une mince avance sur le relais américain mais Thorpe, après le plongeon et la coulée, met à bonne distance son concurrent Gary Hall Jr.. Ce dernier, meilleur sur les courtes distances, revient sur Thorpe et le double avant l'ultime longueur de bassin où l'Australien effectue son effort caractéristique et arrête en premier le chronomètre affichant un nouveau record du monde, 19 centièmes de secondes devant le quatuor américain. Il s'ensuit une explosion de joie parmi les spectateurs, en grande majorité acquis à la cause de ses nageurs,. Ian Thorpe lui-même, d'habitude peu expressif, sort immédiatement de la piscine fêter cette victoire avec ses partenaires.
Le lendemain matin, Thorpe établit un nouveau record olympique lors des séries du 200 m nage libre, record qui ne tient que quelques heures puisque le Néerlandais Pieter van den Hoogenband le bat lors des demi-finales, abaissant d'une seconde son record personnel (en 1 min 45 s 35). Lors de la finale, tout le pays attend de Thorpe qu'il remporte une troisième médaille d'or après la double victoire de la veille. Au coude à coude tout au long de la course, les deux nageurs passent aux 150 mètres dans le même temps. Mais Thorpe, parti plus rapidement qu'à son habitude cède dans les derniers mètres et laisse « VDH » remporter l'or tandis qu'il se contente de l'argent dans un temps moins rapide que celui réalisé lors des demi-finales. Le nageur australien renoue avec la victoire le lendemain à l'occasion de l'épreuve du relais 4 × 200 m nage libre où il est premier relayeur. Avec Klim, Kirby et Todd Pearson, il établit un nouveau record du monde, cinq secondes devant les Américains, la plus large marge dans un relais aux J.O. depuis un demi-siècle,. Ian Thorpe termine ses Jeux olympiques en nageant les séries du relais 4 × 100 m quatre nages, lui permettant de récolter une médaille quand ses compatriotes prennent la deuxième place derrière les Américains en finale. Les performances du jeune nageur ayant fait de lui l'Australien le plus médaillé des trois semaines de compétitions, le Comité olympique australien le désigne porte-drapeau de la délégation pour la cérémonie de clôture. À la fin de l'année, il est de nouveau désigné Swimmer of the Year par la Swimming Australia mais se fait ravir le titre de nageur de l'année du Swimming World par Pieter van den Hoogenband.

### Championnats du monde 2001
À l'occasion des championnats d'Australie 2001 tenus à Hobart, Ian Thorpe ajoute à son programme le 800 m nage libre, une épreuve que la FINA a inscrite au calendrier masculin des championnats du monde suivants prévus à Fukuoka. Il commence sa campagne nationale en conservant son titre du 400 m nage libre grâce à un temps seulement supérieur de 17 centièmes à son record du monde. Le lendemain lors du 800 m nage libre, il bat de plus de quatre secondes le record du monde de Kieren Perkins établi en 1994,. Il gagne une troisième couronne nationale sur le 200 m en abaissant de 66 centièmes de secondes le record du monde de van den Hoogenband,. Cette performance permet à l'Australien de devenir le troisième nageur masculin de l'histoire à détenir trois records du monde individuels simultanément après John Konrads et Tim Shaw. Pour finir, Thorpe remporte un quatrième titre sur le 100 m nage libre, record personnel à la clé. Cette performance d'ensemble est de bon augure à l'approche des Mondiaux où il a l'occasion de retrouver Pieter van den Hoogenband,,,.
Arrivé au Japon, l'Australien est choisi pour être la tête d'affiche des mondiaux par le diffuseur local TV Asahi. Dès la première soirée, le programme du nageur est chargé puisqu'il dispute les finales du 400 m nage libre et du relais 4 × 100 m nage libre. En retard de deux secondes sur son record aux 200 mètres de course, il semble économiser son énergie mais n'accuse plus qu'une seconde de retard aux 350 mètres. Après une dernière longueur de bassin très rapide, il arrête le chronomètre 42 centièmes de seconde en dessous de son précédent record du monde. Quelques minutes plus tard, il est lancé en tant que dernier membre du relais 4 × 100 m nage libre après Michael Klim, Ashley Callus et Todd Pearson. Ayant plongé une fraction de temps plus tôt, l'Américain Jason Lezak dépasse tout d'abord l'Australien mais Thorpe rattrape son retard et, au bénéfice du relais lancé le plus rapide de sa carrière nagé en 47 s 87, permet à son pays de remporter une nouvelle médaille d'or. Lors de la finale du 800 m, Thorpe reste dans la vague de Grant Hackett durant les 750 premiers mètres avant d'accélérer et de dépasser son adversaire lors de l'ultime longueur de bassin et de battre un nouveau record du monde, deux secondes plus rapidement que son ancien temps de référence. Lors du 200 m nage libre, Thorpe opte pour une stratégie moins offensive en laissant Pieter van den Hoogenband mener la première moitié de course puis, après avoir accéléré lors de la seconde, touche le mur final le premier avec un nouveau record du monde deux longueurs devant VDH. La vague du succès s'interrompt toutefois momentanément lors du 100 m nage libre que Thorpe termine au pied du podium malgré un record personnel de 48 s 81. Néanmoins, l'Australien renoue avec la victoire au sein du relais 4 × 200 m nage libre qui remporte l'or avec un nouveau record mondial son dauphin italien étant relégué à six secondes,. Ayant délogé Michael Klim du statut de meilleur sprinteur en nage libre du pays, Thorpe est sélectionné pour effectuer le relais de nage libre lors du 4 × 100 m quatre nages. Après Matt Welsh, Regan Harrison et Geoff Huegill, Thorpe s'élance avec une demi-longueur de retard sur le nouveau champion du monde du 100 m nage libre, l'Américain Anthony Ervin. Après 50 mètres, Thorpe est en retard à cause d'un départ lent comme à son habitude ; les Américains nagent vers la victoire mais Thorpe parvient à refaire son retard dans les tout derniers mètres et à dépasser le dernier relayeur d'un quatuor américain disqualifié après coup pour faux départ dans le dernier relais. Ultime épreuve de Ian Thorpe, ce relais permet au jeune Australien de devenir le premier nageur à gagner six médailles d'or dans une même édition des championnats du monde,. Ses performances contribuent grandement à la nouvelle domination de l'Australie sur les États-Unis au tableau des médailles. L'Australie n'avait pas été à pareille fête depuis les Jeux olympiques de 1956. À titre individuel, Ian Thorpe préfère minimiser l'opinion d'observateurs le voyant atteindre voire dépasser le record olympique de sept médailles d'or de l'Américain Mark Spitz.

### L'année 2002, un palmarès enrichi et les premières inquiétudes
Thorpe retrouve la compétition en mars 2002 à l'occasion des championnats nationaux ayant lieu à Brisbane et sélectifs pour les Jeux du Commonwealth de 2002 organisés à Manchester et pour les championnats pan-pacifiques 2002 prévus à Yokohama. Bien que vainqueur du 400 m nage libre, son temps inférieur à son record du monde suscite des doutes sur ses dispositions d'alors à battre ses meilleurs temps. De même, s'il remporte les 100 et 200 m nage libre, il n'améliore pas ses records personnels, une première dans un grand rendez-vous depuis 1999. Par ailleurs, l'Australien se teste sur le 100 m dos en obtenant la médaille d'argent, une deuxième place suffisante pour obtenir sa qualification dans une septième épreuve pour les deux événements internationaux de l'année. Dès lors, les médias du pays évoquent de plus en plus la possibilité pour Thorpe d'égaler le fameux record de Mark Spitz aux jeux du Commonwealth suivants.
Entre-temps, des tensions apparaissent entre Thorpe et son entraîneur Doug Frost. Alors que le jeune nageur a toujours déclaré préférer le plaisir de nager et de se surpasser pour battre des records, Frost est lui plus attiré par l'esprit de compétition ce qui engendre des déclarations publiques souvent contradictoires. De même, Thorpe ignore les conseils de son entraîneur et prend 5 kg pour atteindre les 105 kg durant cette période, cette masse faisant de lui le plus gros nageur de haut niveau de l'histoire. Le choix de préférer la force à la souplesse suscita d'ailleurs plusieurs préoccupations quant à cette nouvelle stratégie sur le plan physiologique. Lors de la première journée de l'événement réunissant les pays du Commonwealth à Manchester, le nageur améliore son record du monde du 400 m nage libre de 9 centièmes de seconde pour le porter à 3 min 40 s 08, avant de mener le relais 4 × 100 m nage libre à une nouvelle médaille d'or. Juste avant le 200 m nage libre, Thorpe est aperçu en train de se disputer avec Frost dans la zone d'échauffement. Thorpe gagne la course mais est anormalement furieux de ne pas avoir battu son record personnel déclarant après celle-ci qu'il « n'était pas dans sa course » et que l'échauffement l'ayant précédé avait été le pire de sa carrière. Plus tard, l'Australien améliore son record personnel sur le 100 m nage libre qu'il remporte en 48 s 73, avant d'amener les relais 4 × 200 m nage et 4 × 100 m quatre nages à de confortables succès. Quand il décroche l'argent pour son premier 100 m dos au niveau international, nouveau record personnel à la clé, Thorpe est contraint de repousser l'enthousiasme des médias le comparant à Spitz. Bien que Thorpe affirme qu'il ne peut atteindre le record de l'Américain, son entraîneur le contredit en affirmant que son protégé pourrait remporter neuf médailles en une seule édition des Jeux olympiques.
À peine un mois plus tard, les médias ne cessent d'entretenir des suppositions quant aux relations tendues entre Thorpe et son entraîneur alors que débutent les championnats pan-pacifiques à Yokohama. Le nageur commence sa campagne avec une victoire sur Hackett dans un 400 m nagé cinq secondes plus lentement que son record personnel. Par la suite, les deux nageurs gagnent ensemble le 4 × 100 m nage libre, Thorpe ayant pris le dessus sur l'Américain Jason Lezak dans les 50 derniers mètres. Vainqueur du 200 m nage libre, il remporte une quatrième médaille d'or au titre du relais 4 × 200 m nage libre. Quatrième à mi-course du 100 m nage libre, l'Australien parvient à gagner sa cinquième couronne dans un temps de 48 s 84,. Les championnats de Ian Thorpe se terminent par un échec relatif puisqu'il remporte la médaille d'argent au sein du relais 4 × 100 m quatre nages, lui-même réalisant alors le deuxième plus rapide relais de nage libre lancé de l'histoire en 47 s 20,.

## Une nouvelle ère

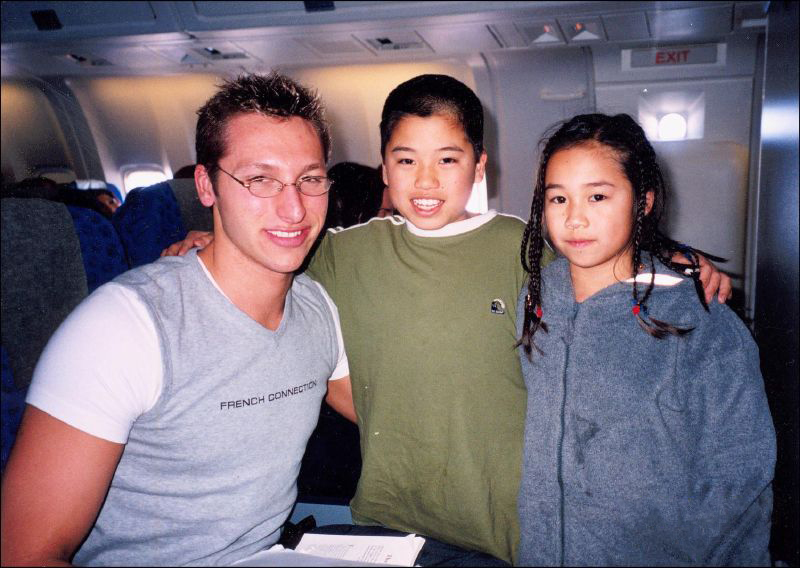
Ian Thorpe durant un voyage en avion.

Peu de temps après les championnats pan-pacifiques, Ian Thorpe annonce sa séparation d'avec son entraîneur Doug Frost pour rejoindre l'une de ses assistantes, Tracey Menzies qui n'avait alors aucune expérience internationale. Admettant l'existence de tensions avec Frost, le nageur déclare pour autant que cette séparation s'est faite à l'amiable mais que celle-ci était nécessaire s'il voulait continuer de nager. Cette rupture provoque le scepticisme d'observateurs tel l'ancien entraîneur australien Don Talbot qui craint que le nageur soit entamé physiquement et moralement ; d'autres estiment que le nageur pourrait prendre lui-même les décisions importantes dans le couple entraîneur–entraîné,,. Malgré une année perturbée, Ian Thorpe est de nouveau récompensé par le titre de nageur de l'année décerné par le Swimming World.
Outre ce changement, Ian Thorpe indique vouloir progresser dans les épreuves de sprint choisissant ainsi d'abandonner le 800 m nage libre, dont il est champion du monde et détenteur du record du monde. Cependant, la nouvelle collaboration avec Menzies est critiquée lorsque Thorpe, reprenant la compétition, réalise des temps bien inférieurs aux années précédentes. Ces critiques perdurent jusqu'aux Jeux olympiques d'été de 2004 où l'Australien parvient à les faire taire bien qu'il n'ait battu aucun record du monde depuis sa séparation d'avec Frost.

### Championnats du monde 2003
Le premier test majeur de Ian Thorpe et de son nouvel entraîneur se déroule à Sydney en mars 2003 lors des championnats nationaux. L'Australien ne menace aucun de ses records mondiaux sur les 200 et 400 m nage libre nageant respectivement à une et deux secondes de ses meilleurs temps. Bien qu'il défasse une nouvelle fois Grant Hackett pour conserver ses deux titres, Thorpe admet être déçu par ses performances chronométriques. De même, lorsqu'il gagne le 100 m nage libre à égalité avec Ashley Callus, le quotidien The Sydney Morning Herald pointe les limites du nageur en sprint puisqu'il n'a pu faire que jeu égal avec un Callus alors malade. Ian Thorpe trouve du réconfort en établissant un nouveau record du Commonwealth lors du premier 200 m quatre nages de sa carrière disputé en compétition en grand bassin (2 min 0 s 11, ce qui l'aurait placé à la cinquième place des bilans mondiaux de l'année précédente). Forfait pour raison médicale lors de la première exhibition australo-américaine du Duel in the Pool, Ian Thorpe est à nouveau l'objet des critiques des médias même s'il a consacré ce temps libre à des œuvres à but caritatif,.
Les championnats du monde 2003 organisés à Barcelone constituent la première apparition de Ian Thorpe après la vague de critiques ayant émaillé les derniers championnats d'Australie. Durant la première soirée de compétition, il bat son compatriote Hackett lors du 400 m grâce à un temps supérieur de deux secondes et demie à son record du monde, et devient le premier à remporter trois couronnes mondiales consécutives sur la même épreuve. Après un 400 m nagé relativement lentement, Thorpe est sous pression lors du 200 m puisque Pieter van den Hoogenband passe sous les temps du record du monde à mi-course. Thorpe parvient cependant à le dépasser et à décrocher une deuxième médaille d'or. Par la suite, il trouve la récompense de son engagement à l'entraînement pour le sprint en remportant sa première récompense mondiale sur le 100 m nage libre qu'il termine troisième en 48 s 77. Pourtant, si les résultats sont présents, l'ensemble de ses temps réalisés en nage libre sont inférieurs à l'ère Frost. Il termine son programme individuel sur une prometteuse deuxième place lors du 200 m quatre nages avec un record personnel de 1 min 59 s 66. Aligné au sein du relais 4 × 200 m nage libre avec Hackett, Nicholas Sprenger et Craig Stevens, il gagne une troisième médaille d'or, les Américains obtenant la médaille d'argent moins de deux secondes derrière les Australiens,. Michael Klim ayant déclaré forfait, Thorpe et ses trois compatriotes ne peuvent conserver leur titre mondial du 4 × 100 m nage libre et doivent se contenter d'une quatrième place,. Après une année difficile dans et hors des bassins, le Swimming World ne le place que quatrième dans son classement annuel mais il est de nouveau désigné nageur australien de l'année conjointement avec Grant Hackett.

### Jeux olympiques d'Athènes
Après les exploits qui confirmèrent son potentiel lors des championnats du monde précédents, le prodige américain Michael Phelps se voit proposer un million de dollars par Speedo s'il atteint le record de médailles d'or de Mark Spitz. Ian Thorpe choisit lui d'éliminer de son programme olympique la dernière épreuve qu'il avait adoptée, le 200 m quatre nages, affirmant qu'une telle ubiquité était impossible. Les championnats nationaux organisés à Sydney en mars 2004 sont l'occasion pour Thorpe de valider sa qualification pour les Jeux olympiques d'Athènes. Pourtant, dès le 400 m nage libre, le nageur connaît une improbable mésaventure. Aux ordres du starter lors de sa série, sur son plot de départ, le nageur se penche trop et tombe à l’eau. Considérée comme un faux départ, cette faute est immédiatement sanctionnée par une disqualification écartant d'emblée la possibilité pour le nageur de défendre son titre olympique. Cette surprenante erreur entraîne un intense débat faisant émettre l'idée d’accorder un passe-droit à Thorpe et d'effectuer une entorse aux règles de qualification. En Australie où la natation est très médiatisée, cette affaire touche jusqu'au sommet de l'État, le Premier ministre John Howard décrivant la situation comme une « tragédie ». Pour assurer sa sélection pour les jeux, Ian Thorpe se concentre avec succès sur les 100 m et 200 m nage libre. Mais pendant ce temps, Craig Stevens, deuxième du 400 m nage libre et donc qualifié pour Athènes, subit les pressions du public australien pour qu'il cède sa place à Thorpe. Invité dans une émission télévisée pour laquelle il a été payé, Stevens annonce renoncer à la sélection au profit de Ian Thorpe. Thorpe et son entourage sont alors critiqués puisque soupçonnés d'avoir payé Stevens pour son retrait,.
Dans le programme olympique de Ian Thorpe, une course paraît particulièrement relevée : le 200 m nage libre. Avec Thorpe, Pieter van den Hoogenband, Grant Hackett et le tout jeune américain Michael Phelps, cette épreuve est même désignée par les médias comme « La course du siècle » et ce bien avant son déroulement. Remarquant les progrès de Thorpe sur le 100 m, ces mêmes médias spéculent sur la vulnérabilité de ce dernier contre Hackett sur le 400 m nage libre. Lors de la finale de cette épreuve, Ian Thorpe effectue un départ lent nageant les cent premiers mètres à une seconde de son temps de référence. Après que plusieurs nageurs ont occupé la première place, Ian Thorpe se détache et prend une longueur d’avance aux 350 mètres. Bien qu'approché par Hackett dans les toutes dernières longueurs, Thorpe conserve 26 centièmes d'avance et remporte la médaille d'or grâce à un temps trois secondes plus lent que son record du monde. Fait inhabituel, le nageur, ému après la course, admet avoir été marqué par la controverse sur sa sélection,.
Avec Michael Klim, de retour après deux années d'absence pour blessure et sans Ashley Callus alors malade, Thorpe ne peut obtenir qu'une sixième place en finale du relais 4 × 100 m nage libre. Pieter van den Hoogenband prend le meilleur départ en finale du 200 m nage libre, une seconde plus rapidement que le record du monde et une demi-longueur devant Thorpe. Revenant progressivement sur le Néerlandais, l'Australien parvient à inverser la tendance et à remporter la « course du siècle », nouveau record olympique à la clé en 1 min 44 s 71. Ayant remporté une course qui lui avait échappé quatre ans auparavant, Ian Thorpe explose immédiatement de joie après la course. Le lendemain, le relais australien 4 × 200 m nage libre perd son titre olympique au profit des Américains qui mettent fin à six années d'invincibilité aussie. Lancé une seconde et demie derrière l'Américain Klete Keller, Thorpe ne peut effacer totalement son retard et échoue finalement à 13 centièmes de la médaille d'or,. Lors de son ultime épreuve, le nageur obtient la médaille de bronze sur le 100 m nage libre grâce à un nouveau record personnel de 48 s 56,. Il devient alors le premier nageur médaillé sur les 100, 200 et 400 m aux Jeux olympiques. Après le rendez-vous d'Athènes, Thorpe choisit de prendre de la distance avec la natation et déclare forfait pour les championnats du monde 2005 prévus à Montréal.

### Tentative de retour et retraite sportive

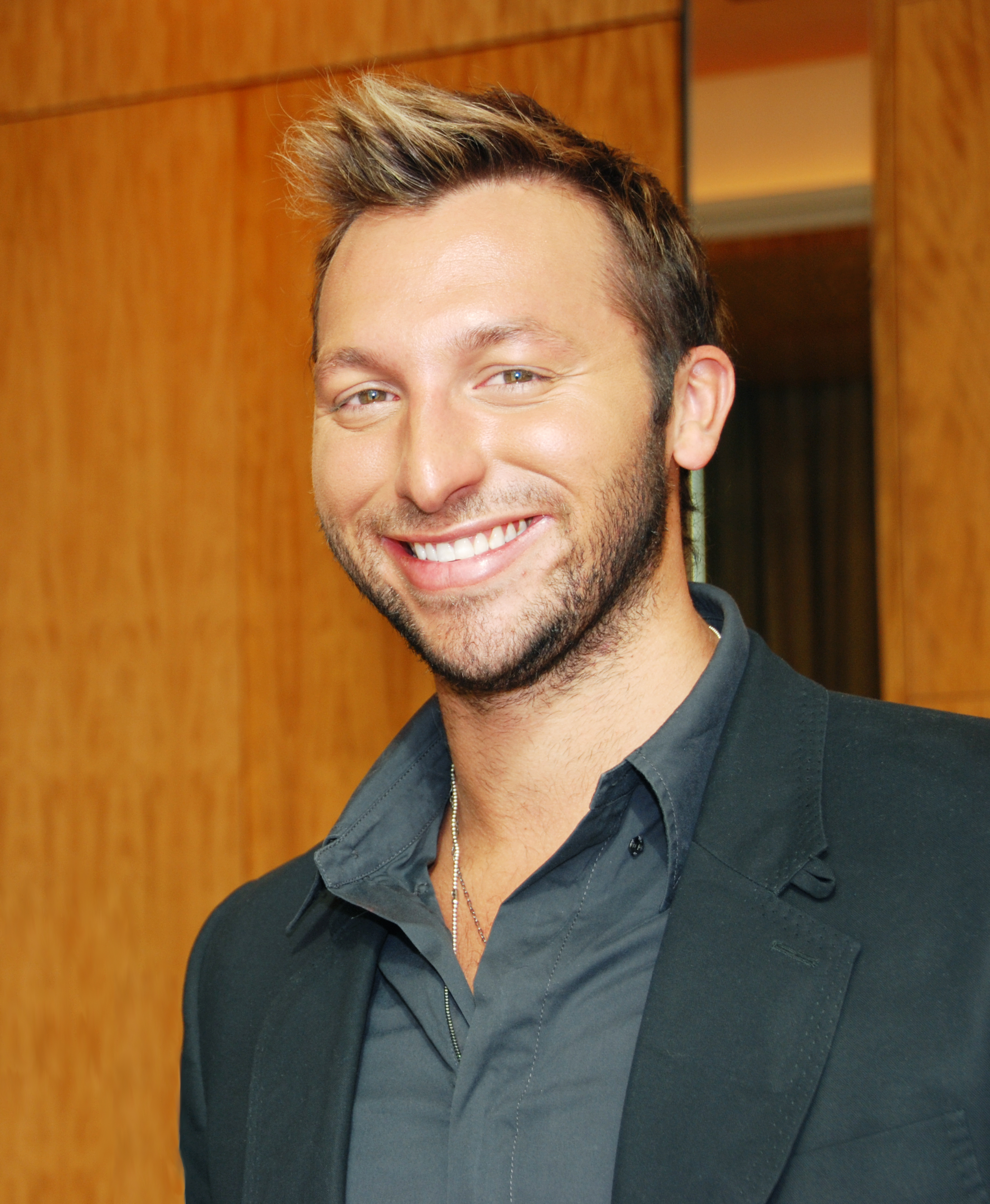
Ian Thorpe en janvier 2008.

Ian Thorpe effectue son retour à la compétition en décembre 2005 lors des championnats d'État mais annonce son intention d'arrêter la compétition à l'issue des Jeux olympiques d'été de 2008 organisés à Pékin. Il choisit par ailleurs de se concentrer encore davantage sur le 100 m nage libre et ainsi d'abandonner son épreuve fétiche, le 400 m nage libre. Le nageur se qualifie pour les jeux du Commonwealth de 2006 en remportant les titres nationaux des 100 et 200 m nage libre en février 2006. Déçu cependant par ses performances chronométriques, Thorpe reconnaît avoir mal organisé son programme d’entraînement,. Il doit renoncer plus tard à sa participation aux épreuves des jeux du Commonwealth à cause d'une bronchite à laquelle s'ajoute une mononucléose,. Après s'être cassé la main, il part s'entraîner durant l'été 2006 aux États-Unis. Il est pressé de changer d'entraîneur par les médias qui évoquent même un déclin progressif du nageur,. À son retour en Australie, le nageur renonce aux sélections pour les championnats du monde 2007 pourtant organisés à Melbourne. Bien qu'ayant retrouvé la forme, la motivation n'est plus là et il annonce la fin de sa carrière le 21 novembre 2006, un choix « réfléchi » mais « effrayant » car ce sport constitue pour lui une véritable « couverture de survie ».

### Second retour: objectif Londres 2012
Depuis sa retraite en 2006, Ian Thorpe dément régulièrement des rumeurs concernant son retour. Il finit par changer d'avis au mois de septembre 2010, à la suite de sa visite de la piscine olympique qui accueillera les Jeux de Londres prévus deux ans plus tard : « C'est un endroit extraordinaire, et j'ai pu y goûter, c'est quelque chose que je n'avais pas ressenti depuis très, très longtemps. » Thorpe pense donc reprendre l'entraînement entre Abou Dabi et l'Europe jusqu'à être éligible pour participer à une compétition officielle, le règlement antidopage de la FINA imposant un préalable de neuf mois de suivi longitudinal. Se projetant déjà vers les Jeux, Ian Thorpe précise se concentrer avant tout sur les épreuves en relais, sans définitivement exclure les courses individuelles, ce qui donne déjà lieu dans la presse à des spéculations quant à un futur duel avec l'Américain Michael Phelps.
En mars 2011, un mois après l'officialisation de son retour, Thorpe annonce qu'il sera entraîné par l'Australo-Russe Guennadi Touretski. Figure importante de la natation des années 1990, Touretski s'est illustré en menant aux sommets les nageurs Aleksandr Popov et Michael Klim, multiples champions olympiques et détenteurs de records mondiaux. Thorpe le rejoint à Tenero-Contra en Suisse pour s'y entraîner la majeure partie de l'année, avec des déplacements prévus à Abou Dabi et en Australie pour des entraînements spécifiques. Après deux mois d'entraînement, Thorpe retrouve le poids qu'il affichait lors des Jeux olympiques de 2004, 98 kilos, alors qu'il était monté au-delà de 110 depuis sa retraite. Touretski se montre confiant pour la suite, affirmant que Thorpe pourra nager plus vite qu'à sa meilleure époque. Les objectifs annoncés du nageur sont le 100 m, le 200 m, et le relais du 4 × 100 m nage libre, abandonnant ainsi la distance du 400 m qu'il dominait dans le passé. Ian Thorpe pourra reprendre la compétition dès le mois de novembre. Thorpe doit figurer dans les deux premiers de son championnat national pour se qualifier dans ces épreuves individuelles, et dans les six premiers pour le relais. Il échoue dans ses objectifs, se classant douzième des championnats d'Australie du 200 mètres puis vingt-et-unième du 100 mètres nage libre. Malgré cette non-qualification, il annonce vouloir continuer sa carrière.
Dans son autobiographie, This Is Me parue en octobre 2012, Thorpe révèle avoir souffert pendant de longues années de dépression et d'alcoolisme. Il annonce également qu'il continue à s'entraîner avec comme objectif les championnats du monde 2013 à Barcelone puis les Jeux du Commonwealth de 2014 à Glasgow ainsi que les Jeux olympiques de 2016 à Rio de Janeiro. Cependant, il annonce en juillet 2013 qu'une blessure à une épaule ne lui permet pas de continuer la compétition.

## Style

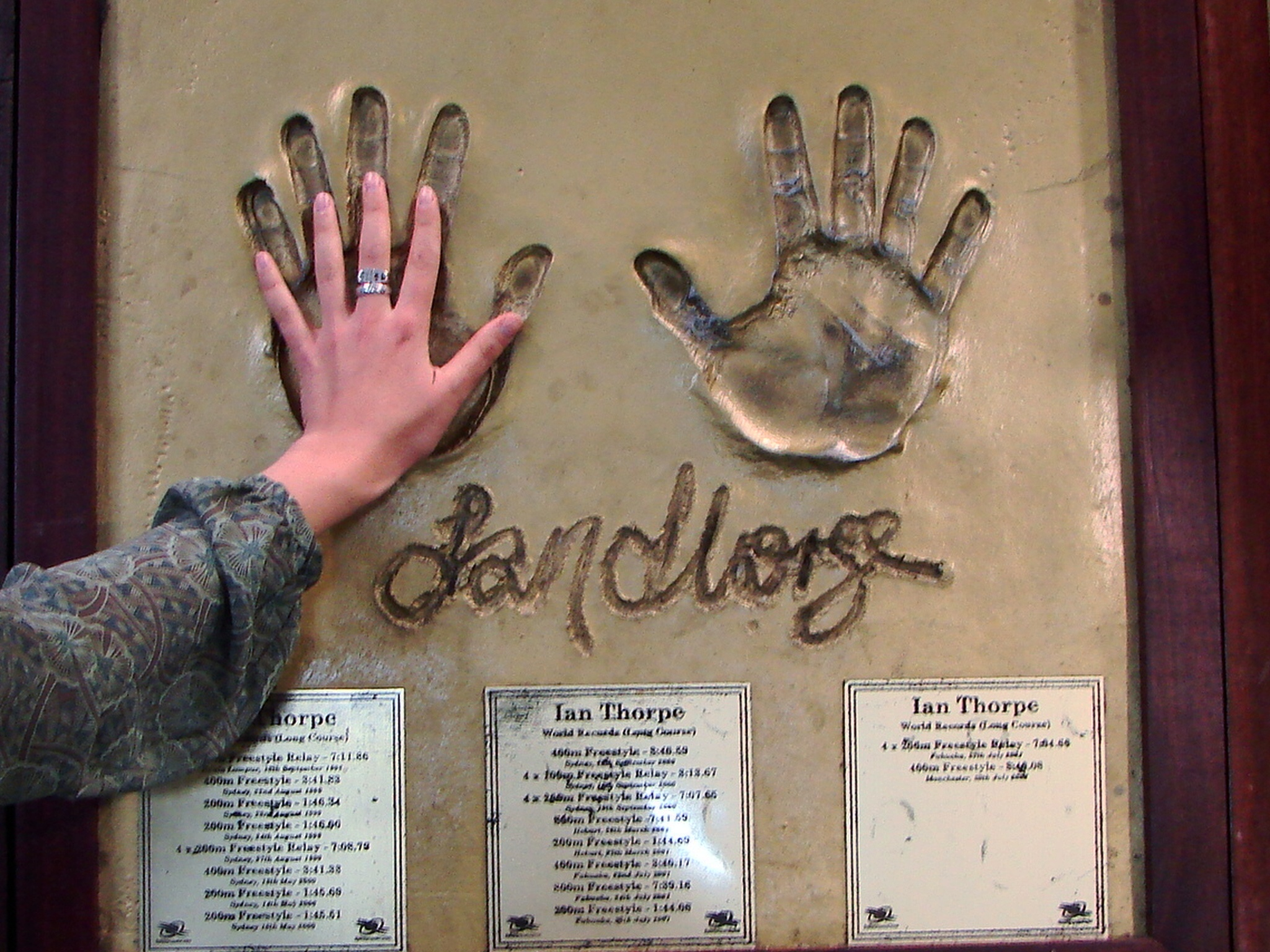
Les empreintes de mains de Ian Thorpe à l'Aquatic Centre de Sydney.

Les succès de Ian Thorpe sont généralement attribués à la rigueur de ses entraînements, à sa force mentale, à sa combativité, à sa capacité d'accélération en fin de course ainsi qu'à des prédispositions physiques à la natation. L'ancien patron de la natation australienne Don Talbot le qualifie de « plus grand nageur que le monde ait connu ». Le Swimming World met en avant une technique « extraordinaire » et « supérieure ». Don Talbot pense en revanche que la masse de travail fournie par Thorpe a beaucoup fatigué ses bras durant sa carrière. Le fameux entraîneur pointe également quelques faiblesses dans sa gestion du travail et dans sa capacité à récupérer et enchaîner les courses durant un grand rendez-vous. En plus de contribuer à sa renommée, sa pointure (environ 52) permet de mettre en avant des caractéristiques physiques favorables à la pratique de la natation, (il mesure 1,95 m et a une masse corporelle évoluant autour des 100 kg).
Après la retraite de Ian Thorpe, Bob Bowman, entraîneur de l'Américain Michael Phelps, le présente comme le « plus grand nageur de demi-fond de l'histoire et l'un des plus grands nageurs de relais qu'il ait vu ». Il met également l'accent sur la popularité et l'entrée d'argent dont a bénéficié ce sport grâce à l'Australien, une image publique dont s'inspire le protégé de Bowman. John Coates, président du Comité olympique australien, déclare que « pendant 50 ans encore, les Australiens continueront de s'émerveiller devant les exploits de l'ancien nageur », saluant au passage son action en faveur du mouvement olympique. Dawn Fraser, la première triple championne olympique sur une même épreuve de natation, voit en Thorpe « le plus grand nageur du monde » mais regrette le fait qu'il ne puisse égaler son exploit,.

## Accusations de dopage
Les succès de Ian Thorpe ont souvent fait l'objet d'allégations, de suspicions et de rumeurs de dopage. C'est en février 2000, que ces accusations prennent le plus d'ampleur. En effet, quelques mois avant les Jeux olympiques de 2000, le nageur est accusé par l'entraîneur de l'équipe allemande de natation Manfred Thiesmann d'utiliser des stéroïdes anabolisants, affirmant même que les caractéristiques physiques hors normes du nageur étaient des symptômes révélateurs,. Plus tard dans l'année, ces accusations trouvent un écho dans les déclarations du capitaine de l'équipe olympique allemande de natation Chris-Carol Bremer. Ce dernier suppose en effet un lien entre la taille anormale des pieds et des mains du nageur avec une consommation d'hormones de croissance. Ian Thorpe réagit à ces dires en encourageant l'introduction de contrôles sanguins et en affirmant être prêt à se soumettre à un prélèvement qui serait congelé pour prouver son innocence à l'avenir. Si des contrôles anti-EPO sont mis en place dès les jeux de Sydney, l'ensemble des tests réalisés sur le nageur se révèlent négatifs,.
Le 30 mars 2007, le quotidien sportif français L'Équipe révèle sur son site Internet qu'un contrôle effectué en mai 2006 présente des résultats anormaux à l'égard de deux substances interdites. L'Agence australienne antidopage (ASADA) confirme plus tard que le nageur fait l'objet d'une enquête à cause de valeurs anormales de testostérone et d'hormone lutéinisante, toutes deux produites naturellement par le corps cependant. Devant les incertitudes scientifiques, l'ASADA abandonne l'enquête à l'encontre du nageur, ce à quoi s'oppose la Fédération internationale de natation qui porte réclamation auprès du Tribunal arbitral du sport. Mais devant l'absence d'éléments suffisants, la FINA décide finalement d'abandonner la procédure à l'encontre de Ian Thorpe, alors jeune retraité, qui est définitivement blanchi.
L'Australien a de nombreuses fois critiqué la politique de la FINA en matière de dopage,, pointant notamment la décision de celle-ci de refuser de pratiquer des tests d'EPO aux mondiaux 2001. Il renouvelle ses critiques lors des rendez-vous planétaires suivants. De même, les Nations unies le choisissent pour mener une campagne contre les drogues au Japon, en plus d'un engagement similaire auprès de l'UNICEF.

## Activités en dehors des piscines

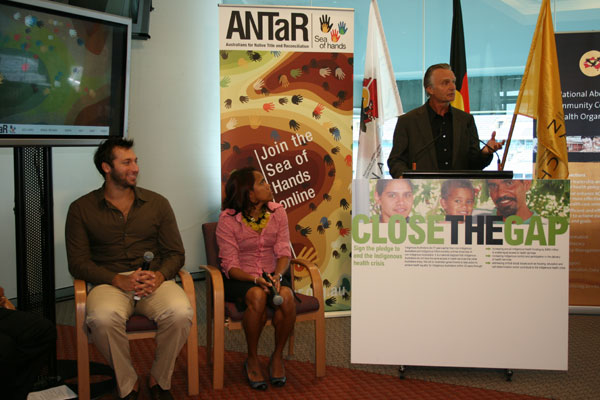
Ian Thorpe au côté de Cathy Freeman lors d'une conférence sur les Aborigènes d'Australie intitulée Close the Gap (avril 2007).

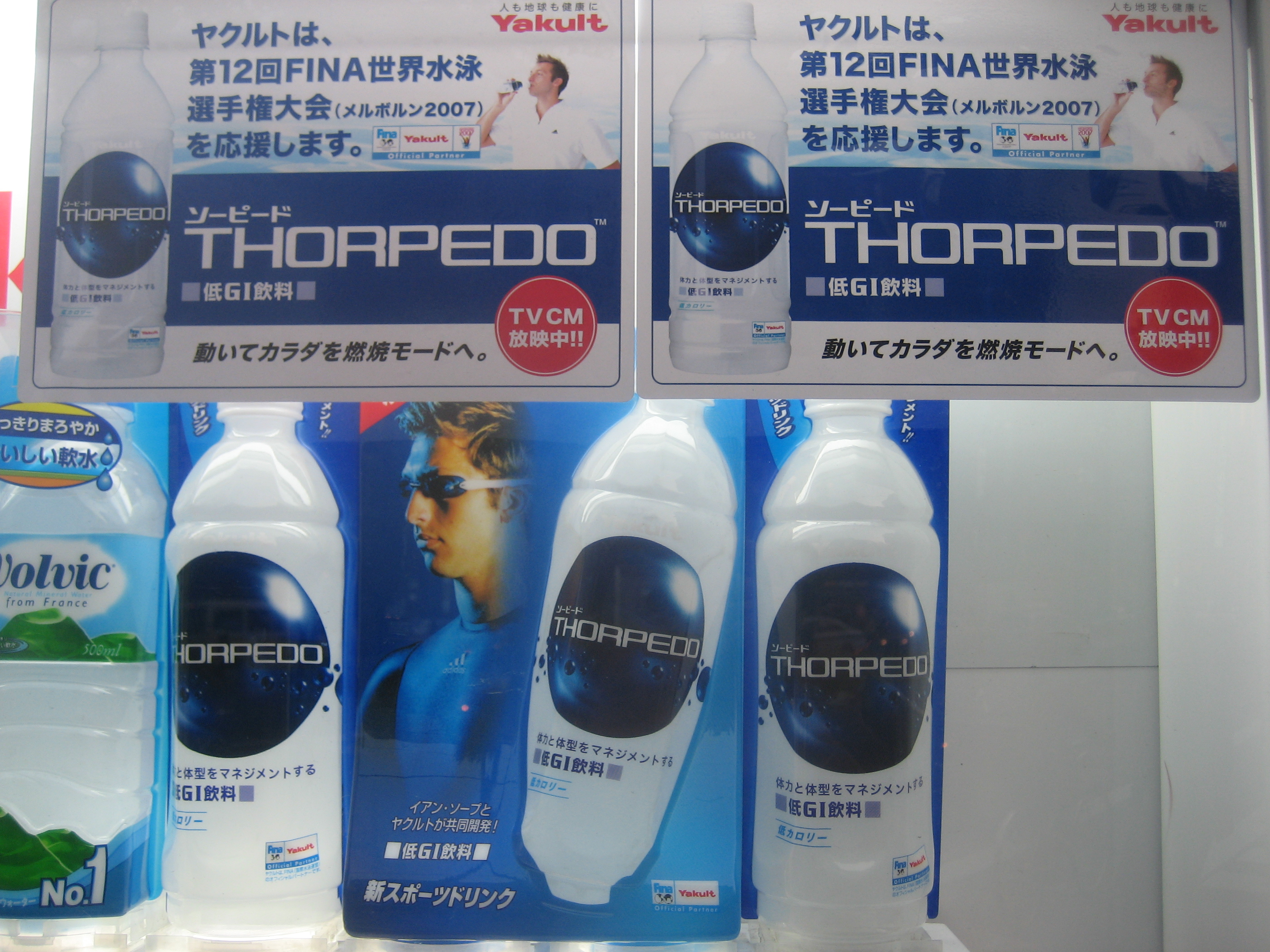
Commercialisée au Japon, une boisson énergétique utilisant l'image et le surnom du nageur.

Ian Thorpe est l'un des sportifs les plus populaires d'Australie. Bien que s'étant illustré dans un sport dans lequel la grande majorité des pratiquants de haut niveau ne s'enrichissent pas, la multiplication des contrats de partenariat a permis à Thorpe de surpasser nombre de footballeurs références en la matière. Hormis son partenariat personnel avec Adidas pour les combinaisons, Thorpe est sponsorisé par quelques-unes des plus grandes entreprises australiennes comme Qantas, Telstra et par la Seven Network,. Lié par contrat à Adidas à partir de 1999, Ian Thorpe est le premier à nager avec une combinaison intégrale en compétition la même année. En 2003, il est la tête d'affiche de la campagne de publicité d'une nouvelle combinaison intégrale qualifiée de « révolutionnaire » par l'équipementier qui a dès le début associé le nageur au développement de ce nouveau produit. Même après la fin de sa carrière, il est l'une des personnalités sportives choisies en 2007 pour vanter les mérites de la marque allemande lors d'une campagne publicitaire intitulée « Impossible is Nothing » — Rien n'est impossible — dans laquelle il évoque l'allergie au chlore dont il souffrait plus jeune. En 2005, il signe un contrat de quatre années, estimé à 1 million de dollars, avec le groupe australien de télécommunications Foxtel, lui ouvrant ainsi des perspectives de carrière dans l'univers de la télévision. Il fut jugé comme le « premier rentier millionnaire du milieu » de la natation, dès ses 24 ans .
Connu pour son intérêt porté à l'industrie de la mode, il est ambassadeur de la maison Armani et a ses propres lignes de bijoux et de sous-vêtements. Régulièrement amené à voyager pour ces différentes associations commerciales, le nageur échappe de peu aux attentats du 11 septembre 2001 en quittant le World Trade Center quelques minutes avant les impacts pour récupérer une caméra vidéo à son hôtel alors qu'il visitait le bâtiment,. Attaché aux États-Unis où il regrette que la natation ne soit que très peu médiatisée, il soutient la candidature new-yorkaise pour les Jeux olympiques d'été de 2012 et promet même de différer sa retraite sportive si la ville venait à gagner, mais c'est Londres qui accueillera les Jeux. En plus de participations à des émissions de télé-réalité en 2002 et 2007, vivement critiquées,, il fait une brève apparition en 2000 dans la série américaine Friends,. En sport, il commente la natation aux Jeux olympiques de Londres pour la BBC et s'engage à commenter les Jeux du Commonwealth de 2014 pour une chaîne australienne quelques semaines après avoir été hospitalisé en raison d'une infection survenue après une intervention chirurgicale de son épaule gauche. Il est consultant pour un média australien à l'occasion des championnats du monde en petit bassin 2022 de Melbourne.
La popularité de Ian Thorpe est remarquable en Asie et plus particulièrement au Japon où il a de nombreuses sollicitations publicitaires pour la télévision,, la promotion du tourisme ou pour des produits dérivés. À Sydney, un complexe aquatique porte le nom du nageur quintuple champion olympique.
En 2003, il est le sujet principal du DVD Beneath the Suit (litt. « sous la combinaison ») , consacré au perfectionnement en natation.
Ian Thorpe met par ailleurs cette popularité au service d'associations et d'œuvres caritatives en faveur des enfants malades, des orphelins ou des Aborigènes d'Australie,. Enfin, l'ancien nageur s'engage à sensibiliser la population à la protection de l'environnement par le biais d'émissions télévisées.
Thorpe reçoit en 2013 la distinction honorifique de docteur honoris causa en lettres de l'université occidentale de Sydney. L'année suivante, il obtient la même distinction de la part de l'université Macquarie,.
Le 13 juillet 2014, il accorde un entretien télévisé au présentateur britannique Michael Parkinson, dans lequel il se confie en évoquant, notamment, son homosexualité.

## Palmarès

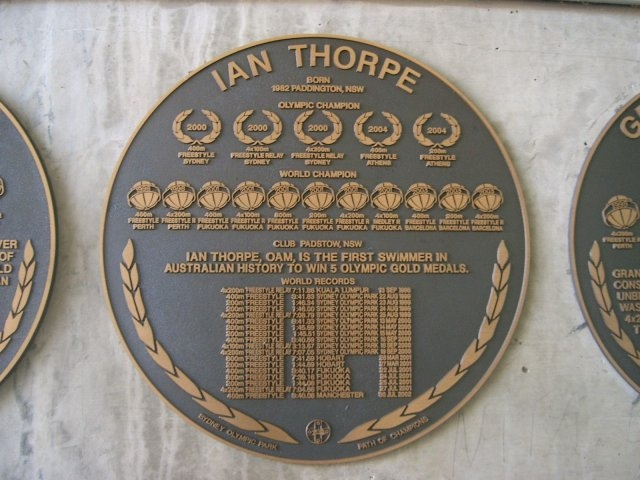
Plaque commémorative détaillant le palmarès de Ian Thorpe sur les murs de l'Aquatic Centre de Sydney.

Les tableaux suivants détaillent le palmarès international de Ian Thorpe. Pour ces statistiques, l'indication « RM » signifie record du monde, « RO » record olympique, « RC » record des championnats.

### Jeux olympiques d'été
En deux participations aux Jeux olympiques d'été, Ian Thorpe a remporté 9 médailles dont 5 en or. Sur ses 5 titres olympiques, 2 ont été remportés au sein de relais. Femmes incluses, l'Australien est le huitième nageur le plus médaillé de l'histoire de la natation aux Jeux olympiques.
| Épreuve / Édition      | Sydney 2000           | Athènes 2004          |
| 100 m nage libre       | —                     | Bronze 48 s 56        |
| 200 m nage libre       | Argent 1 min 45 s 83  | Or 1 min 44 s 71 (RO) |
| 400 m nage libre       | Or 3 min 40 s 59 (RM) | Or 3 min 43 s 10      |
| 4 × 100 m nage libre   | Or 3 min 13 s 67 (RM) | 6e 3 min 15 s 77      |
| 4 × 200 m nage libre   | Or 7 min 7 s 05 (RM)  | Argent 7 min 7 s 46   |
| 4 × 100 m quatre nages | Argent                | —                     |

### Championnats du monde de natation
Durant sa carrière, Ian Thorpe a remporté 16 médailles aux championnats du monde de natation. 13 de ces médailles ont été obtenues en grand bassin, les 3 autres ayant été gagnées lors de son unique participation aux mondiaux en petit bassin. En grand bassin, l'Australien est le quatrième nageur le plus médaillé de l'histoire après Michael Phelps (33 médailles), Ryan Lochte (25 médailles) et Grant Hackett (19 médailles). Pour les médailles d'or, Thorpe est troisième avec 11 titres derrière Lochte, 16 titres et Phelps, 26 titres. Il est le troisième nageur le plus titré en relais avec 5 couronnes mondiales derrière Lochte avec 6 et Phelps, 11. Avec ses 6 titres en individuels, il se classe à la cinquième place derrière Hackett, Peirsol (7 titres), Lochte (10 titres) et loin derrière Phelps, 15.
| Épreuve / Édition      | Grand bassin     | Grand bassin          | Grand bassin         |                       | Petit bassin |
| Épreuve / Édition      | Perth 1998       | Fukuoka 2001          | Barcelone 2003       | Hong Kong 1999        |              |
| 100 m nage libre       | —                | 4e 48 s 81            | Bronze 48 s 77       | —                     |              |
| 200 m nage libre       | —                | Or 1 min 44 s 06 (RM) | Or 1 min 45 s 14     | Or 1 min 43 s 28 (RM) |              |
| 400 m nage libre       | Or 3 min 46 s 29 | Or 3 min 40 s 17 (RM) | Or 3 min 42 s 58     | Argent 3 min 35 s 64  |              |
| 800 m nage libre       | —                | Or 7 min 39 s 16 (RM) | —                    | —                     |              |
| 200 m quatre nages     | —                | —                     | Argent 1 min 59 s 66 | —                     |              |
| 4 × 100 m nage libre   | —                | Or 3 min 14 s 10      | 4e 3 min 15 s 67     | Or 3 min 11 s 21      |              |
| 4 × 200 m nage libre   | Or 7 min 12 s 45 | Or 7 min 4 s 66       | Or 7 min 4 s 66      | —                     |              |
| 4 × 100 m quatre nages | —                | Or 3 min 35 s 35      | —                    | —                     |              |

### Autres compétitions
Voici le palmarès de Ian Thorpe dans les deux autres compétitions internationales disputées par le nageur durant sa carrière, les Championnats pan-pacifiques et les Jeux du Commonwealth.
| Compétition / Épreuve       | Compétition / Épreuve | Nage libre | Nage libre            | Nage libre            | Dos            | Relais           | Relais                | Relais               |
| Compétition / Épreuve       | Compétition / Épreuve | 100 m      | 200 m                 | 400 m                 | 100 m          | 4 × 100 m NL     | 4 × 200 m NL          | 4 × 100 m 4N         |
| Championnats pan-pacifiques | Fukuoka 1997          | —          | —                     | Argent 3 min 49 s 64  | —              | —                | Argent 7 min 15 s 72  | —                    |
| Championnats pan-pacifiques | Sydney 1999           | —          | Or 1 min 46 s 00 (RM) | Or 3 min 41 s 83 (RM) | —              | Or 3 min 16 s 08 | Or 7 min 8 s 79 (RM)  | —                    |
| Championnats pan-pacifiques | Yokohama 2002         | Or 48 s 84 | Or 1 min 44 s 75 (RC) | Or 3 min 45 s 28      | —              | Or 3 min 15 s 15 | Or 7 min 9 s 00       | Argent 3 min 34 s 84 |
| Jeux du Commonwealth        | Kuala Lumpur 1998     | —          | Or 1 min 46 s 70      | Or 3 min 44 s 35      | —              | Or 3 min 17 s 83 | Or 7 min 11 s 86 (RM) | —                    |
| Jeux du Commonwealth        | Manchester 2002       | Or 48 s 73 | Or 1 min 44 s 71      | Or 3 min 40 s 08 (RM) | Argent 55 s 38 | Or 3 min 16 s 42 | Or 7 min 11 s 69      | Or 3 min 36 s 05     |

## Records

### Records personnels
Ces tableaux détaillent les records personnels de Ian Thorpe en grand et petit bassin à son retrait de la compétition en 2006.
| Épreuve            | Temps         | Compétition                            | Lieu                    | Date            |
| 100 m nage libre   | 48 s 56       | Jeux olympiques d'été de 2004          | Athènes, Grèce          | 18 août 2004    |
| 200 m nage libre   | 1 min 44 s 06 | Championnats du monde de natation 2001 | Fukuoka, Japon          | 25 juillet 2001 |
| 400 m nage libre   | 3 min 40 s 08 | Jeux du Commonwealth de 2002           | Manchester, Royaume-Uni | 30 juillet 2002 |
| 800 m nage libre   | 7 min 39 s 16 | Championnats du monde de natation 2001 | Fukuoka, Japon          | 24 juillet 2001 |
| 100 m dos          | 55 s 38       | Jeux du Commonwealth de 2002           | Manchester, Royaume-Uni | 30 juillet 2002 |
| 200 m quatre nages | 1 min 59 s 66 | Championnats du monde de natation 2003 | Barcelone, Espagne      | 25 juillet 2003 |

| Épreuve          | Temps         | Compétition                    | Lieu              | Date            |
| 200 m nage libre | 1 min 41 s 10 | Coupe du monde en petit bassin | Berlin, Allemagne | 6 février 2000  |
| 400 m nage libre | 3 min 34 s 63 | Coupe du monde en petit bassin | Stockholm, Suède  | 21 janvier 2003 |

### Records du monde battus
Ce tableau détaille les 17 records du monde individuels battus par Ian Thorpe durant sa carrière. 13 d'entre eux sont des records en grand bassin.
| Épreuve                          | Temps         | Compétition                                | Lieu                    | Date              |
| 200 m nage libre en grand bassin | 1 min 46 s 34 | Championnats pan-pacifiques 1999           | Sydney, Australie       | 23 août 1999      |
| 200 m nage libre en grand bassin | 1 min 46 s 00 | Championnats pan-pacifiques 1999           | Sydney, Australie       | 24 août 1999      |
| 200 m nage libre en grand bassin | 1 min 45 s 69 | Championnats d'Australie                   | Sydney, Australie       | 14 mai 2000       |
| 200 m nage libre en grand bassin | 1 min 45 s 51 | Championnats d'Australie                   | Sydney, Australie       | 15 mai 2000       |
| 200 m nage libre en grand bassin | 1 min 44 s 69 | Championnats d'Australie                   | Hobart, Australie       | 27 mars 2001      |
| 200 m nage libre en grand bassin | 1 min 44 s 06 | Championnats du monde de natation 2001     | Fukuoka, Japon          | 25 juillet 2001   |
| 200 m nage libre en petit bassin | 1 min 43 s 28 | Championnats du monde en petit bassin 1999 | Hong Kong, Chine        | 1er avril 1999    |
| 200 m nage libre en petit bassin | 1 min 42 s 54 | Coupe du monde en petit bassin             | Sydney, Australie       | 17 janvier 2000   |
| 200 m nage libre en petit bassin | 1 min 41 s 10 | Coupe du monde en petit bassin             | Berlin, Allemagne       | 6 février 2000    |
| 400 m nage libre en grand bassin | 3 min 41 s 83 | Championnats pan-pacifiques 1999           | Sydney, Australie       | 22 août 1999      |
| 400 m nage libre en grand bassin | 3 min 41 s 33 | Championnats d'Australie                   | Sydney, Australie       | 13 mai 2000       |
| 400 m nage libre en grand bassin | 3 min 40 s 59 | Jeux olympiques d'été de 2000              | Sydney, Australie       | 16 septembre 2000 |
| 400 m nage libre en grand bassin | 3 min 40 s 17 | Championnats du monde de natation 2001     | Fukuoka, Japon          | 22 juillet 2001   |
| 400 m nage libre en grand bassin | 3 min 40 s 08 | Jeux du Commonwealth de 2002               | Manchester, Royaume-Uni | 30 juillet 2002   |
| 400 m nage libre en petit bassin | 3 min 39 s 32 | Championnats d'Australie                   | Perth, Australie        | 25 septembre 1998 |
| 800 m nage libre en grand bassin | 7 min 41 s 59 | Championnats d'Australie                   | Hobart, Australie       | 26 mars 2001      |
| 800 m nage libre en grand bassin | 7 min 39 s 16 | Championnats du monde de natation 2001     | Fukuoka, Japon          | 24 juillet 2001   |

Outre ces 17 records du monde individuels, Ian Thorpe a battu plusieurs records du monde en relais :
- 1 sur l'épreuve du relais 4 × 100 m nage libre ;
- 5 sur l'épreuve du relais 4 × 200 m nage libre.